# Maria Ana de Bragança, princesa de Thurn e Taxis
Maria Ana de Bragança (Salzburgo, 3 de setembro de 1899 — Feldafing, 23 de junho de 1971), foi a quarta filha do pretendente miguelista ao trono português, Miguel Januário de Bragança, e de sua segunda esposa, a princesa Maria Teresa de Löwenstein-Wertheim-Rosenberg. Através de seu casamento com o príncipe Carlos Augusto de Thurn e Taxis, Maria Ana foi membro da Casa de Thurn e Taxis.

## Família
Maria Ana nasceu no Castelo de Fischhorn em Zell am See, Salzburgo, no Império Austro-Húngaro (atual Áustria), era a quarta filha do pretendente Miguelista ao trono Português, Miguel Januário de Bragança e sua segunda esposa, a princesa Maria Teresa de Löwenstein-Wertheim-Rosenberg. Os portugueses miguelistas que reconheceram o pai de Maria Ana como legítimo rei de Portugal reconheceram Maria Ana como uma infanta de Portugal.

## Casamento e filhos

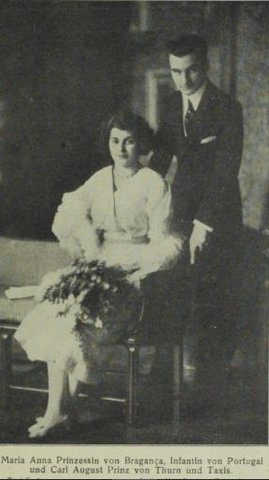
Maria Ana e Carlos Augusto noivos

Maria Ana casou com o príncipe Carlos Augusto de Thurn e Taxis, terceiro filho de Alberto, 8.º Príncipe de Thurn e Taxis e de sua esposa, a arquiduquesa Margarida Clementina da Áustria, em 18 de agosto de 1921 no Castelo de Taxis em Dischingen, Baden-Württemberg, Alemanha. Após o casamento, mudaram-se para o Castelo de Höfling. Maria Ana e Carlos Augusto tiveram quatro filhos:
- Clotilde de Thurn e Taxis (30 de Novembro de 1893 - 1 de Setembro de 2009)
- Mafalda de Thurn e Taxis (6 de Março de 1924 - 24 de Julho de 1989)
- João, 11.º Príncipe de Thurn e Taxis (5 de Junho de 1926 - 28 de Dezembro de 1990)
- Alberto de Thurn e Taxis (23 de Janeiro de 1930 - 4 de Fevereiro de 1935)

A princesa Maria Ana faleceu em 23 de junho de 1971 em Feldafing, Baviera, Alemanha.

## Títulos, estilos e honras

### Títulos e estilos
- 3 de setembro de 1899 – 18 de agosto de 1921: Sua Alteza Real Princesa Maria Ana de Bragança, Infanta de Portugal
- 18 de agosto de 1921 – 13 de junho de 1971: Sua Alteza Real a princesa de Thurn e Taxis

### Honras
- Casa de Bragança: Dama Grã-Cruz da Real Ordem de Santa Isabel[2]
- Casa de Habsburgo: Dama da Imperial e Real Ordem da Cruz Estrelada (Primeira Classe)[3]